# Marine Brevet
Pour les articles homonymes, voir Brevet (homonymie).
Marine Brevet est une gymnaste artistique française, née le 23 novembre 1994 à Viriat (Ain). Marine Brevet est membre de l'équipe de France depuis 2007 et sociétaire du club de Viriat.

## Biographie

### Début de carrière
Marine Brevet commence la gymnastique à l'âge de sept ans  au club Détente et loisirs de Viriat. Elle sera ensuite détectée lors d'un stage à Aix les bains et intégrera le pôle France de gymnastique de Saint-Étienne. En 2007, elle fait ses débuts en équipe de France Espoirs lors d'un match France-Angleterre.  
En 2008, Marine Brevet est vice championne d'Europe par équipes aux Championnats d'Europe Juniors à Clermont-Ferrand et termine 8e en poutre. Elle devient championne de France Juniors l'année suivante à Liévin et remporte les Coupes nationales Juniors[réf. nécessaire].
Marine Brevet fait ses débuts en catégorie seniors en 2009 lors des internationaux de Paris-Bercy où elle obtient la médaille de bronze au Sol[réf. nécessaire]. En mai de la même année, elle termine 4e de la finale par équipe et 6e de la finale Sol aux Championnats d'Europe Seniors à Birmingham. En juin 2009, Marine Brevet est championne de France Seniors à Albertville ainsi que vice championne de France en Poutre et obtient la médaille de bronze aux barres asymétriques[réf. nécessaire].

### Carrière internationale
En septembre 2010, elle quitte le pôle France de Saint-Étienne pour rejoindre l'INSEP à Paris sous la houlette de Eric Demay et Cécile Demay[réf. nécessaire]. En octobre, elle dispute ses premiers championnats du monde à Rotterdam où elle termine 11e par équipe.
En avril 2011, Marine Brevet participe aux Championnats d'Europe individuel à Berlin où elle se classe 10e au concours général[réf. nécessaire]. Elle participe à la coupe du monde de Moscou la même année où elle termine 12e au sol et aux Championnats du monde de Tokyo où elle termine 10e par équipe et 25e en individuelle[réf. nécessaire]. Elle est aussi vice championne de France du concours général, vice-championne de France à la poutre et obtient la médaille de bronze aux barres asymétriques en 2011[réf. nécessaire]. 
En 2012, Marine Brevet et l'équipe de France se qualifient pour les Jeux olympiques de Londres 2012 par équipe et Marine Brevet y remporte la médaille de bronze en individuel au sol,. Elle est aussi sacrée vice-championne de France au concours général et championne de France au sol[réf. nécessaire]. L'année suivante, elle termine 5e au sol lors des internationaux de France de gymnastique à la Roche-Sur-Yon.
Elle est vice championne de France au sol et termine 4e du concours général en 2014. La même année, elle est 12e par équipe au championnat d'Europe à Sofia et 13e au concours général par équipe, 25e au concours général individuel et 10e en poutre des championnats du monde[réf. nécessaire]. Marine Brevet termine 3e au concours général au championnat de France élite l'année suivante. Elle participe aussi en 2015 aux Jeux européens de Bakou où elle termine 4e par équipe et aux championnats du monde où elle termine 10e par équipe et 26e en individuelle avec une chute[réf. nécessaire].
Elle est médaillée de bronze par équipes avec Marine Boyer, Loan His, Oréane Lechenault et Alison Lepin aux Championnats d'Europe de gymnastique artistique féminine 2016. Marine Brevet termine à la 15e place du concours général individuel[réf. nécessaire].

### Autres activités
En 2018, elle commente les épreuves de gymnastique artistique féminine des championnats sportifs européens sur France Télévisions avec David Malarme. 

## Palmarès

### Jeux Olympiques
- Jeux olympiques d'été de 2016
  - 11e par équipe, et une finale au concours général individuel (15e)

### Championnats d'Europe
- Berne 2016
  -  médaille de bronze au concours par équipes